# Sphaerotherium elegans
Sphaerotherium elegans är en mångfotingart som beskrevs av Lenz 1881. Sphaerotherium elegans ingår i släktet Sphaerotherium och familjen Sphaerotheriidae. Inga underarter finns listade i Catalogue of Life.